# Lévigny
Lévigny és un municipi francès situat al departament de l'Aube i a la regió del Gran Est. L'any 2007 tenia 111 habitants.

## Demografia

### Població
El 2007 la població de fet de Lévigny era de 111 persones. Hi havia 50 famílies de les quals 21 eren unipersonals (13 homes vivint sols i 8 dones vivint soles), 8 parelles sense fills i 21 parelles amb fills.
La població ha evolucionat segons el següent gràfic:
Habitants censats

### Habitatges
El 2007 hi havia 57 habitatges, 49 eren l'habitatge principal de la família, 2 eren segones residències i 7 estaven desocupats. Tots els 57 habitatges eren cases. Dels 49 habitatges principals, 40 estaven ocupats pels seus propietaris, 6 estaven llogats i ocupats pels llogaters i 2 estaven cedits a títol gratuït; 3 tenien dues cambres, 1 en tenia tres, 8 en tenien quatre i 36 en tenien cinc o més. 42 habitatges disposaven pel capbaix d'una plaça de pàrquing. A 18 habitatges hi havia un automòbil i a 25 n'hi havia dos o més.

### Piràmide de població
La piràmide de població per edats i sexe el 2009 era:
| Homes | Edats   | Dones |
| ----- | ------- | ----- |
| 0     | 95 o +  | 0     |
| 0     | 90 a 94 | 0     |
| 0     | 85 a 89 | 0     |
| 0     | 80 a 84 | 0     |
| 8     | 75 a 79 | 16    |
| 0     | 70 a 74 | 0     |
| 4     | 65 a 69 | 0     |
| 0     | 60 a 64 | 4     |
| 0     | 55 a 59 | 4     |
| 4     | 50 a 54 | 0     |
| 4     | 45 a 49 | 4     |
| 0     | 40 a 44 | 0     |
| 0     | 35 a 39 | 0     |
| 16    | 30 a 34 | 4     |
| 4     | 25 a 29 | 4     |
| 8     | 20 a 24 | 4     |
| 0     | 15 a 19 | 0     |
| 4     | 10 a 14 | 0     |
| 4     | 5 a 9   | 4     |
| 0     | 0 a 4   | 4     |

## Economia
El 2007 la població en edat de treballar era de 67 persones, 53 eren actives i 14 eren inactives. De les 53 persones actives 50 estaven ocupades (27 homes i 23 dones) i 2 estaven aturades (2 homes). De les 14 persones inactives 6 estaven jubilades, 4 estaven estudiant i 4 estaven classificades com a «altres inactius».
Activitats econòmiques
Dels 8 establiments que hi havia el 2007, 3 eren d'empreses extractives, 1 d'una empresa de comerç i reparació d'automòbils, 1 d'una empresa immobiliària i 3 d'empreses de serveis.
L'any 2000 a Lévigny hi havia 9 explotacions agrícoles.

## Poblacions més properes
El següent diagrama mostra les poblacions més properes.